# James Jackson Putnam
Pour les articles homonymes, voir Putnam.
James Jackson Putnam, né le 3 octobre 1846 à Boston où il meurt le 4 novembre 1918, est un neurologue et psychanalyste américain.

## Biographie
James Jackson Putnam appartient à une famille importante de Nouvelle-Angleterre, son père et son grand-père sont des médecins connus. Lui-même est diplômé de l'université du Massachusetts, puis de l'école de médecine de Harvard en 1866. Il fait un supplément d'études en Europe, en électrothérapie et neurologie, avec Karel Rokitansky, Theodor Hermann Meynert à Vienne et John Hughlings Jackson à Londres.
À son retour, il exerce au sein du Massachusetts General Hospital puis ouvre un service de neurologie à la faculté de médecine de Harvard, il est l'un des spécialistes des maladies nerveuses américains les plus éminents. Avec William James, Josiah Royce et Morton Prince, il mène des expérimentations avec l'hypnose et la psychothérapie, se montrant intéressé par les idées de Jean-Martin Charcot, Pierre Janet et Hippolyte Bernheim. Il est membre fondateur de l'American Neurological Association en 1874 et en devient le président en 1888.
James Jackson Putnam assiste avec William James aux conférences de Sigmund Freud à la Clark University et l'invite avec Carl Jung et Sandor Ferenczi à Putnam Shanty, dans les Adirondacks, où les hommes se lient d'amitié. James Jackson Putnam devient un propagateur enthousiaste de la psychanalyse. Fortement incité par Freud, il est membre fondateur de l'American Psychoanalytic Association en 1911 dont il est le premier président, et de la société de psychanalyse de Boston en 1914. Sa stature et l'estime dont il jouissait ont houé un rôle déterminant dans l'implantation de la psychanalyse aux États-Unis.